# Saussurea uniflora
Saussurea uniflora là một loài thực vật có hoa trong họ Cúc. Loài này được (DC.) Wall. ex Sch.Bip. miêu tả khoa học đầu tiên năm 1846.